# Flyvertaktisk Kommando
Flyvertaktisk Kommando (FTK) var Flyvevåbnets øverste operative myndighed fra Flyvevåbnets oprettelse til kommandoens nedlæggelse i 2014.  Hovedparten af opgaverne og personellet overgik herefter til Flyverstaben i Værnsfælles Forsvarskommando.
Kommandoen var ansvarlig for luftforsvaret af Danmark og kontrollerede al militær flyvning i dansk luftrum, ligesom den havde administrative og logistiske opgaver. Flyvertaktisk Kommando blev oprettet i 1955. Staben bestod sidst af en opstillings- og indsættelsesdivision, en planlægnings- og resursestyringsafdeling, en inspektions- og kontrolsektion samt af en flyvesikkerhedssektion. FTK var ansvarlig for Danmarks 62 F-16 kampfly, 6 transportfly og 8 redningshelikoptere. Helikopterne anvendetes bl.a. i tifælde af ulykker på havet eller akut sygetransport fra landets små øer. To af F-16-flyene var konstant klar til at undersøge og om nødvendigt afvise uautoriseret flyvning i luftrummet over Danmark.
Flyvertaktisk Kommando svarede til Søværnets Operative Kommando og Hærens Operative Kommando. Hovedsædet har siden etableringen været placeret på Flyvestation Karup. Flyene var dog sidst fordelt mellem Karup og Flyvestation Aalborg, Flyvestation Skrydstrup og Roskilde Lufthavn. I alt beskæftigede selve FTK 300 ansatte, men rådede samlet over 8.000 ansatte i Flyvevåbnet.